# Sultanat Adal

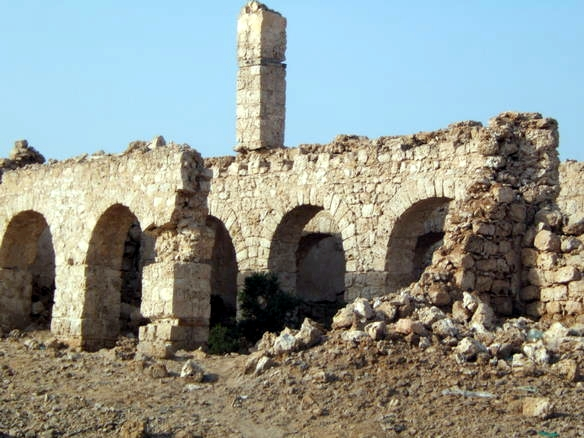
Ruinen aus der Zeit des Sultanats Adal in Zeila

Das Sultanat Adal (Somali Saldaanada Cadal, arabisch سلطنة عدل, Ge´ez አዳልʾ) war ein muslimisches Sultanat zwischen 1415 und 1577 auf dem Gebiet des heutigen Äthiopien, Eritrea, Dschibuti und des nördlichen Somalia. Es gilt als Nachfolger des Sultanat Ifat. Gegründet wurde es in Awsa, die Hauptstadt war zunächst Dakar oder Dakker, ein Ort in der Nähe von Harar. 1520/21 wurde die Hauptstadt nach Harar verlegt.
Die Bevölkerung setzte sich aus verschiedenen Ethnien zusammen, vor allem Afar und Somali.
Seine Geschichte ist geprägt durch ein kriegerisches Ringen zwischen Christentum und Islam um die Vorherrschaft in der Region. Um 1577 siegte, mit portugiesischer Unterstützung, das christliche Abessinien. Das Sultanat musste die Hauptstadt Harar aufgeben. Die nicht auf Dauer unter christliche Herrschaft gelangten Teile des untergegangenen Adal bildeten in der Folgezeit das Sultanat Aussa und Sultanat Harar.
Heute bezeichnet der von Adal abgeleitete Name Awdal eine Verwaltungsregion im Norden Somalias innerhalb der völkerrechtlich nicht anerkannten Nation Somaliland.

## Geschichte

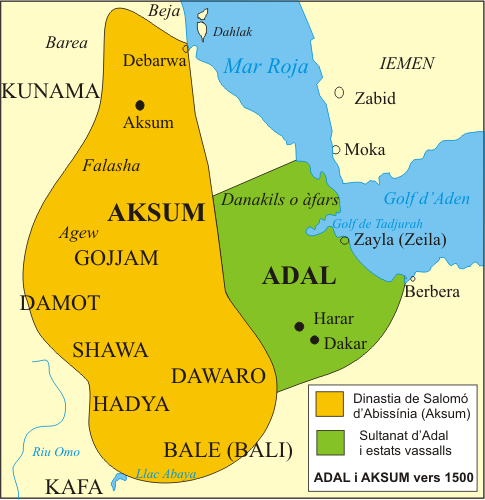
Ausdehnung des Sultanat Adal um ca. 1500

### Vorgeschichte: das Sultanat Ifat
Durch die arabische Eroberung Ägyptens 642 (bzw. 646) und endgültig seit dem Scheitern der Kreuzzüge ab 1250 war das christliche Abessinien (heute Äthiopien) von der übrigen christlichen Welt, d. h. vor allem von seinem natürlichen Verbündeten Byzanz abgeschnitten, bis in den Sudan und in den Küstenregionen rund um Äthiopien (Eritrea, Somalia) breitete sich der Islam aus. Das im 13. Jahrhundert an der Küste nach Untergang des Sultanats Shoa entstandene Sultanat Ifat erstreckte sich ab 1285 bis in die östlichen Hochebenen Shoas.  In Abessinien war um 1270 die Falascha-stämmige (jüdische) Zagwe-Dynastie durch die in West-Shoa zur Macht gelangte Salomonische Dynastie gestürzt worden. Äthiopiens Kaiser Amda Seyon (Sion, Zion, Seyum), ein fanatischer Christ, der sowohl Muslime als auch Juden verfolgte, unterwarf 1320–1344 von Gondar aus mehrere islamische Emirate. Sein Nachfolger David I. griff ab 1381 sogar das ägyptische Mamelucken-Reich an.
1386 fiel Sultan Haqadin II., der Herrscher des Sultanates Ifat, das erbitterten Widerstand gegen die Eroberungsversuche leistete. Im Jahr 1415 kam auch sein Nachfolger Sa'ad ad-Din ums Leben, und die Hauptstadt Zeila (Zaila bzw. Sela, bei Dschibuti) fiel in die Hände des christlichen Kaisers Isaak (Yeshaq, Yesdar).

### Frühzeit
Daraufhin übernahm das neu gegründete Sultanat Adal am Golf von Aden die Führung im Kampf gegen Äthiopien, über dessen gesamte heutige Osthälfte es sich faktisch erstreckte (etwa bis zum 40. Längengrad und bis nach Negele im Süden). Es umfasste etwa ganz Eritrea, Somaliland (Nordsomalia) und Dschibuti sowie die äthiopischen Regionen Denakil (Danakil-Somalia), Afar, Ogaden und Harar – eine den christlichen Königen Abessiniens und äthiopischen Muslimen gleichermaßen „heilige“ Stadt, heute Zentrum des Islams in Äthiopien.

### Sultan Ahmad Ibrahim „Gran“ von Adal
1516 wurde Adal besiegt, Sultan Mahfuz fiel im Kampf gegen Kaiser David II. (alias Lebna Dengel). Danach traten zwei neue ausländische Akteure auf.
- Seit 1493 hatte der portugiesische katholische Einfluss am Kaiserhof zugenommen, 1503 hatten die Portugiesen Sansibar unterworfen, 1505 Mombasa und ein Fort bei Mogadischu, 1506 Sokotra. 1513 bombardierte eine portugiesische Flotte die arabisch-somalischen Stadtstaaten, besiegte die Flotte des muslimischen Ägyptens im Golf von Aden und besetzte 1520 die Hafenstadt Massaua sowie Aden (Jemen).
- 1517 hatten die Osmanen das Reich der ägyptischen Mamelucken und bald darauf auch den Hedschas bis Jemen erobert.

Dieser Vorstoß entfachte den muslimischen Widerstand erneut. Adal griff abermals zu den Waffen, nachdem der damals gerade 14 Jahre alte General Ahmad ibn Ibrahim al-Ghasi, auch genannt Mohammed Gran (Granye, Gurey), 1520 den Sultan Abu Bakr gestürzt hatte.
Als Mahfuz’ Schwiegersohn und neuer Sultan vereinigte er die Hirtenkrieger der Stämme der arabisierten Somalis, der somalisierten Oromo sowie der fanatischen Afar (Denakil) und rief 1527 den „Heiligen Krieg“ gegen Lebna Dengel aus. Sogar zahlreiche von orthodoxen Christen unterdrückte Juden (Falaschas) schlossen sich an. Diese entscheidende, von Adal ausgehende Phase der Auseinandersetzungen am östlichen Horn von Afrika wurde im 19. und 20. Jahrhundert abwertend auch als Mohammedanersturm bezeichnet.
1529 schlug der Sultan bei Shimba-Kare angeblich 200.000 Mann äthiopischer Fußtruppen und 16.000 kaiserliche Reiter mit seinen 12.000 Mann und nur 600 Reitern, verlor aber dabei 5000 Kämpfer. Mit neuen türkischen Hilfstruppen eroberte er in mehreren Feldzügen bis 1533 fast das gesamte Äthiopien, nur Teile des Hochlandes blieben unbesetzt. Das Land wurde von den Nomaden verwüstet, christliche Zeugnisse zerstört, große Teile der Bauern retteten sich nur durch den Übertritt zum Islam. Der Kaiser starb 1540 auf der Flucht, sein Thronfolger wurde gefangen genommen, die Kaiserinwitwe in der Hauptstadt belagert.
Nur durch portugiesische Schützenhilfe konnten äthiopische Resttruppen die Muslime schlagen. Zwar hatten die Osmanen 1538 Aden erobert, 1541 hatte eine portugiesische Flotte unter Vasco da Gamas Sohn Christoph rund 400 Mann mit Feuerwaffen gebracht, den türkischen Nachschub über das Rote Meer blockiert sowie Zeila und Mogadischu bombardiert. Sultan Ahmad, inzwischen genannt „Linkshänder“, fiel 1543 in der Schlacht am Tanasee (Wayna Daga). 1559 fiel auch sein Nachfolger Barakat in Adals Hauptstadt.

### Untergang
Der neue Sultan Nur ibn Mudjahid, Ahmads Neffe, konnte Äthiopier und Portugiesen zurückschlagen und Ahmad durch den Tod des abessinischen Kaisers Claudius rächen, wurde 1567 ebenfalls besiegt; auch sein Nachfolger Mohammed Ibn Nasr fiel 1576. Daraufhin versuchten osmanische Türken 1578 und nochmals 1589 über Massaua (seit 1557 türkisch) in Tigray einen Gegenangriff, wurden aber geschlagen.
Die Äthiopier mussten weite Teile des Landes den Oromo überlassen. Diese wurden aber teilweise sesshafte Bauern und nahmen zu weiten Teilen das Christentum an, was die Integration und ihren Einsatz gegen das aus den Trümmern Adals entstandene Sultanat Harar ermöglichte. Der Rest Harars wurde fortan von den Afar dominiert. An der nördlichen Küste (Eritrea) und Zeila (1548) setzten sich die Türken nochmals fest, 1578 umfasste deren Provinz Habesh (türkisch für Abessinien) sogar die eigentliche Spitze am östlichen Horn von Afrika. Zeila geriet unter jemenitischen Einfluss. Südsomalia mit Mogadischu fiel ab 1698 an Oman bzw. Sansibar.

### Folgezeit
Vereint mit den Ägyptern unternahmen die Muslime von Harar ausgehend ab 1875 einen erneuten und vorerst letzten Versuch, Äthiopien noch zu erobern. Yohannes IV. schlug die ägyptischen Truppen 1876 jedoch zurück. Bis zum Mahdi-Aufstand im Sudan (1884) gehörten Eritrea und Somaliland zum osmanischen Vizekönigreich Ägypten, Massaua sogar bis 1885. Kalif Abdallahi ibn Muhammad, der Anführer der Mahdisten im Sudan, fiel 1887 mit 60.000 Mann in Äthiopien ein. Im Gegenzug griffen die Äthiopier, unter Führung des Kaisers selbst, 1889 den Sudan an. In der Schlacht von Metemma am 9. März 1889, in der der Kaiser fiel, wurden diese aber geschlagen. 1887 hatten die Äthiopier im Gegenzug Harar erobert, ab 1891 schließlich Ogaden. Das Eingreifen der Europäer verhinderte zwar die Eroberung des übrigen Horns von Afrika durch Äthiopien, führte zur britisch-italienischen Kolonialherrschaft über Somalia. Nach der Niederlage der Mahdisten zettelte Mohammed Abdullah Hassan in Somalia und Ogaden einen Aufstand gegen die Kolonialmächte und das britisch-äthiopische Teilungsabkommen von 1897 an. Er gilt nach Ahmad ibn Ibrahim al-Ghasi (auch bekannt als Ahmad Gran) als der zweite große Nationalheld des somalischen Freiheitskampfes, in den im Ersten Weltkrieg auch Äthiopiens vermeintlich muslimischer König Iyasu V. verwickelt wurde, ehe die Briten die Erhebung 1920 endgültig unterdrücken konnten. Erst unter Iyasus Nachfolger Haile Selassie erfolgte die offizielle Umbenennung des Landesnamens Abessinien in Äthiopien.

### Nach dem Sturm: Missionierung durch Jesuiten und Anglikaner
Im eigentlichen Äthiopien nahm zur gleichen Zeit der katholische Einfluss weiter zu, den Portugiesen folgten ab 1557, besonders im 17. Jahrhundert die Jesuiten, deren Ansprüche der siegreiche Claudius († 1559) noch zurückwies. Dennoch gelang es ihnen, 1603 Kaiser Dengel († 1607) zum Übertritt zu bewegen. Dessen Sohn Sissinios (Susenyos), Sissionos, Socinius) stimmte zwar zunächst sogar einer Kirchenunion mit Rom zu (wie schon um 1450 Kaiser Konstantin I. (alias Zara Jakob), widerrief dann 1630, die Unzufriedenheit seiner Untertanen fürchtend. Gestürzt und getötet wurde er 1632 dennoch; sein Nachfolger Basilides (Fasilidas) vertrieb die katholischen Priester oder ließ sie hinrichten, ebenso muslimische Missionare. Das Land kehrte zum orthodoxen Christentum koptischer Prägung zurück, fand seinen Frieden wieder und verfiel bis ins 19. Jahrhundert in Isolation und feudale Zersplitterung, wurde also weder muslimisch noch katholisch.
In Äthiopien bekämpften sich fortan drei größere Königreiche (Amhara mit der alten Hauptstadt Gonder, daneben Tigray mit Asmara und der antiken Hauptstadt Aksum, sowie Shoa unter Nachkommen der im 18. Jahrhundert entmachteten Kaiserdynastie) und drei kleinere. Die letzten römisch-katholischen Missionare (Kapuziner) wurden erst 1855 mit der Wiedervereinigung unter Kaiser Theodor II. von Amhara vertrieben. Seine Macht brach nach seinem Tode ebenso zusammen wie die seines Nachfolgers Yohannes IV. von Tigray. Erst nach dessen Tode setzte sich schließlich Menelik II. von Shoa als Kaiser im ganzen Land durch.
Um diese Zeit wohnten etwa 3 Millionen Äthiopier zwischen 15 Millionen Somali und Oromo (Galla) am Horn von Afrika (bis einschließlich Kenia).  Mit umfangreichen arabischen Investitionen nimmt der saudische Einfluss zu. Demgegenüber wird die äthiopisch-orthodoxe Kirche auch durch den ungebremsten Missionierungseifer konservativer, protestantischer Denominationen (Sekten) aus den USA zurückgedrängt – ganz ähnlich der einstigen Jesuiten-Mission. Die Wiederaufnahme der Nahrungsmittel-Lieferungen durch die USA dient daher dem Bemühen, sowohl den alten christlichen Eliten die Macht zu erhalten als auch eigenen Missionaren die Arbeit zu erleichtern. Die Anglikanische bzw. Äthiopisch-Protestantische Kirche ist inzwischen die zweitgrößte christliche Gemeinde im Land.